# Mistrzostwa Polski w piłce siatkowej mężczyzn (1952)
Mistrzostwa Polski w piłce siatkowej mężczyzn 1952 – 16. edycja rozgrywek o mistrzostwo Polski w piłce siatkowej mężczyzn. Rozgrywki miały formę turnieju rozgrywanego we Wrocławiu.

## Klasyfikacja końcowa
| Miejsce | Drużyna                     |
| ------- | --------------------------- |
| 1.      | AZS-AWF Warszawa            |
| 2.      | Gwardia Wrocław             |
| 3.      | CWKS Warszawa               |
| 4.      | Jednostka Wojskowa Warszawa |